# Kara Denby
Kara Denby (* 28. Mai 1986 in Northridge, Kalifornien) ist eine US-amerikanische Freistilschwimmerin die derzeit an der Auburn University Veterinärmedizin studiert.

## Werdegang
Sie trainiert derzeit mit dem Auburn University Schwimmteam, wo sie von Richard Quick und Dorsey Walker gecoacht wird. Seit 2007 erreicht sie ständig Spitzenplatzierungen bei US-amerikanische Schwimmveranstaltungen. Die internationale Schwimmszene wurde vor allem nach dem Gewinn des Weltmeistertitels in Weltrekordzeit mit der 4 × 100-m-Lagenstaffel auf sie aufmerksam.
Für die Olympischen Sommerspiele 2008 in Peking konnte sich Denby noch nicht qualifizieren, da sie bei den US-Olympiatrials auf der 50-m-Freistilstrecke nur den fünften Platz belegte, obwohl sie dabei ihre persönliche Bestzeit verbesserte.

## Rekorde

### Persönliche Bestleistungen

#### Langbahn
- 50 m Freistil – 25,12 s (6. Juli 2008 in Omaha)
- 100 m Freistil – 54,96 s (3. Juli 2008 in Omaha)

#### Kurzbahn
- 100 m Freistil – 53,00 s (11. April 2008 in Manchester)

### Internationale Rekorde
| Weltrekorde (1)                                                | Weltrekorde (1) | Weltrekorde (1) | Weltrekorde (1) |
| -------------------------------------------------------------- | --------------- | --------------- | --------------- |
| 4 × 100 m Lagen (Kurzbahn) (mit Hoelzer, Hardy und Komisarz)   | 3:51,36 min     | 11. April 2008  | Manchester      |
| Amerikarekorde (2)                                             |                 |                 |                 |
| 4 × 100 m Freistil (Kurzbahn) (mit Hardy, Silver und Komisarz) | 3:34,96 min     | 12. April 2008  | Manchester      |
| 4 × 100 m Lagen (Kurzbahn) (mit Hoelzer, Hardy und Komisarz)   | 3:51,36 min     | 11. April 2008  | Manchester      |
| (Stand: 12. Juli 2008)                                         |                 |                 |                 |